# أحمد إبراهيم (لاعب كرة قدم بحريني)
أحمد إبراهيم لاعب كرة قدم بحريني يلعب حاليا لصالح نادي الدرجة الأولى النجمة البحريني في خط الدفاع.